# Jiaohe
Jiaohe léase Chiáo-Jo (en chino:蛟河市, pinyin:Jiāohé shì, lit:río Jiao) es un municipio bajo la administración directa de la Ciudad de Jilin. Se ubica en el centro geográfico de la provincia de Jilin , noreste de la República Popular China . Su área es de 6235 km² y su población total para 2010 fue +400 mil habitantes.

## Administración
El distrito de Jiaohe se divide en 19 pueblos que se administran en 5 subdistritos, 9 poblados y 6 villas.